# 장 카지미르페리에
장 카지미르페리에(Jean Casimir-Perier)는 1847년 11월 8일 파리에서 태어나 1907년 3월 11일 사망한 프랑스의 정치인이다. 페리에는 1894년 6월 27일부터 1895년 1월 16일까지 프랑스 대통령에 재임하였다.
페리에는 아돌프 티에르 정부의 내무성 장관이던 아버지 오귀스트 페리에의 비서로서 정계에 입문하였다. 이후 국회의원으로 선출되어 있다가 1893년 사디 카르노가 대통령으로 재임할 당시 총리가 되었다.
1894년 카르노가 갑작스레 암살당하자 국회에서 대통령으로 선출되어 6월부터 재임했다. 이듬해 1월 샤를 뒤퓌 내각이 사임하자 따라서 사퇴하였는데, 이는 역대 프랑스 대통령 중 짧았던 임기이다. 이후 그는 정치를 그만두고 개인 사업에 집중했다.

## 역대 선거 결과
| 선거명      | 직책명 | 대수 | 정당                | 득표율 | 득표수 | 결과 | 당락 |
| ----------- | ------ | ---- | ------------------- | ------ | ------ | ---- | ---- |
| 1894년 선거 | 대통령 | 6대  | 기회주의적 공화주의 | 53.37% | 451표  | 1위  |      |